# Tami Williams
Shaekagale Shanicece "Tami" Williams  là một người mẫu thời trang người Jamaica.

## Sự nghiệp
Williams được phát hiện ở tuổi 11. Cô đã xuất hiện trong các quảng cáo cho Valentino, Dolce & Gabbana, Calvin Klein, Topshop, Balmain và Gucci. Cô ra mắt dưới dạng bán độc quyền cho Alexander Wang. Cô đã đi trên đường băng cho Chanel, Marc Jacobs, Alberta Ferretti, Gucci, Valentino, Maison Margiela, Calvin Klein, Balmain, Lanvin, Emilio Pucci, Roberto Cavalli, Hermès và Dolce & Gabbana.
Williams đã từng được xếp hạng là người mẫu "Top 50" bởi models.com 